# 偏脸城城址
偏脸城城址位于吉林省梨树县县城北四公里，毗邻招苏太河，是金韩州城遗址所在。现存偏脸城为正方形，每面二里。城基宽约三、四丈，墙外有复墙一道。四角炮台高出三、四尺。四门均有瓮圈门二，各门枕石仍卧门旁。城垣依山势而筑，方向不正，地势不平，故俗称“偏脸城”。2006年被列入第六批全国重点文物保护单位名单。
偏脸城在辽代被叫作九百奚营，地处南北交通要道，属于辽韩州（驻地在今辽宁省昌图县八面城）管辖。金代初期，韩州的位置与辽代相同，天德二年（1150年）迁到偏脸城所在位置，管辖临津、柳河二县。正隆五年（1160年），完颜亮征兵准备攻宋，契丹人抗拒从军。在撒八的领导下掀起反金斗争，东北各地契丹人群起响应，首先攻占的即是此城。